# Малоабишево
Малоаби́шево (баш. Бәләкәй Әбеш) — деревня в Хайбуллинском районе Башкортостана, входит в Абишевский сельсовет. 

## История
Название восходит к бәләкәй ‘маленький’ и личному имени Әбеш.

## Население
| 2002 | 2010 |
| ---- | ---- |
| 5    | ↘0   |

Национальный состав
Согласно переписи 2002 года, преобладающая национальность — башкиры (100 %).

## Известные уроженцы
- Ишемгулов, Дамир Нуритдинович (род. 1 февраля 1943 года) — художник, заслуженный художник РБ (2001), член Союза художников РФ с 1993 года.

## Географическое положение
Расстояние до:
- районного центра (Акъяр): 71 км,
- центра сельсовета (Большеабишево): 5 км,
- ближайшей ж/д станции (Сара): 127 км.

Находится на левом берегу реки Сакмары.